# Judy Woodruff
Judy Carline Woodruff (Tulsa, 20 de novembro de 1946) é uma jornalista estadunidense. Atualmente é âncora e editora-chefe do PBS NewsHour. Woodruff cobriu todas as eleições presidenciais e convenções partidárias dos EUA desde 1976.

## Carreira
Depois de se formar na Universidade Duke em 1968, Woodruff começou a trabalhar em noticiários locais em Atlanta. Foi nomeada correspondente na Casa Branca da NBC News em 1976, cargo que ocupou por seis anos. Ingressou na PBS em 1982, onde continuou seu trabalho como correspondente na Casa Branca para a PBS NewsHour. Ela deixou a emissora e foi para a CNN em 1993 para apresentar o talk show Inside Politics e CNN WorldView junto com Bernard Shaw. Woodruff saiu da CNN em 2005 e voltou para a PBS no ano seguinte.